# Tavel (Adelsgeschlecht)

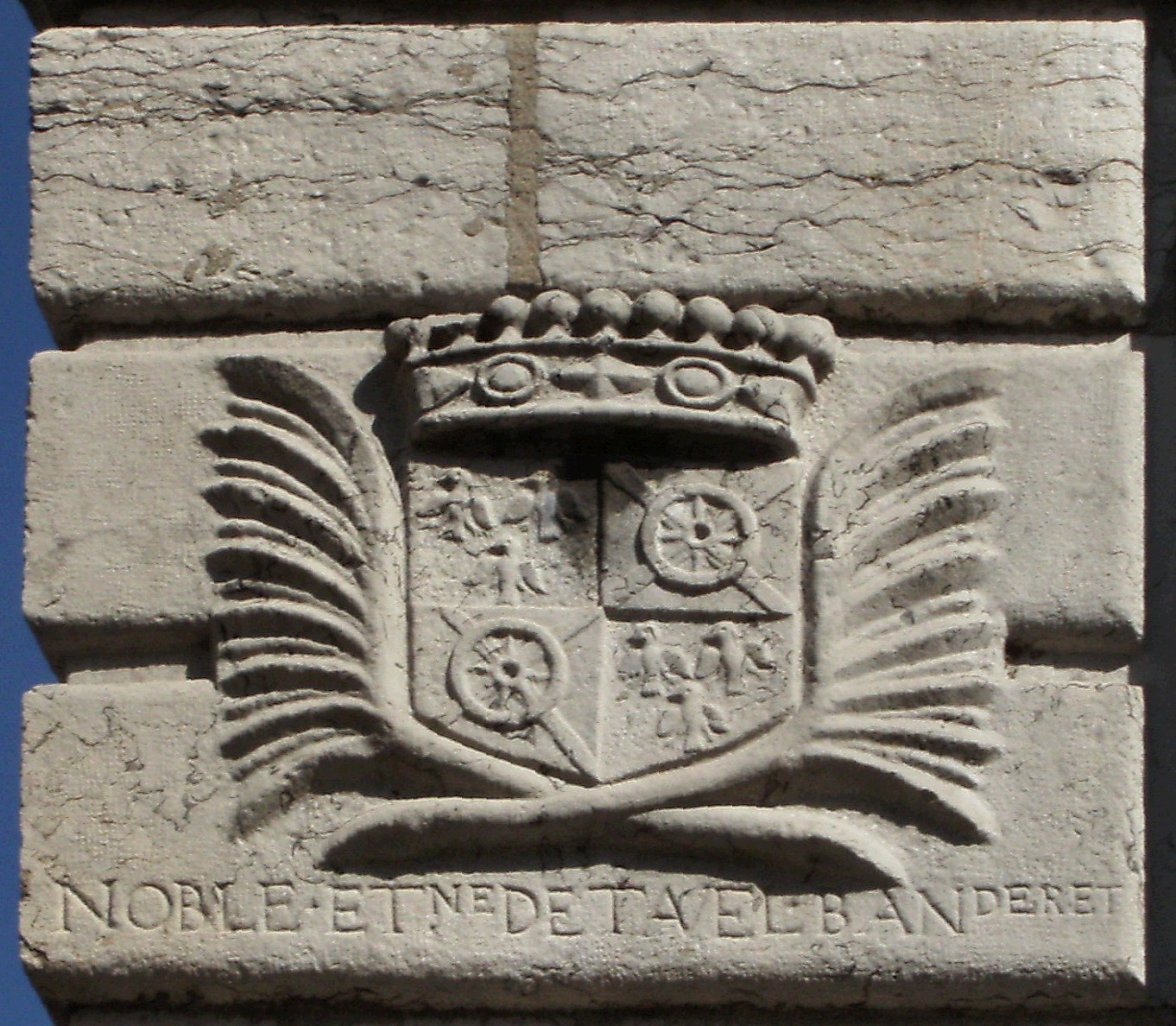
Wappen der Familie von Tavel am Rathaus von Vevey.

Die Familie von Tavel ist eine ursprünglich aus Vevey stammendes Adelsgeschlecht. Die Familie besitzt seit 1634 das Burgerrecht der Stadt Bern und gehört der Gesellschaft zu Pfistern an.

## Personen
- Franz Karl von Tavel (1801–1865), Schultheiss von Bern 1835–1846
- Rudolf von Tavel, Journalist und Schriftsteller
- Hans Christoph von Tavel, Kunsthistoriker

## Besitzungen
- Le Châtelard
- Denens
- Lussy-sur-Morges und
- Villars-sous-Yens
- Rebgut La Crausaz bei Féchy